# Робертс, Брюс
Брюс Э́дуард Ро́бертс (англ. Bruce Edward Roberts; 23 июня 1942 — 30 декабря 2022) — американский кёрлингист. Чемпион мира среди мужчин 1976, пятикратный чемпион США среди мужчин.
Играл на позиции четвёртого, был скипом команды.
Дважды введён в Зал славы Ассоциации кёрлинга США (англ. United States Curling Association Hall of Fame): лично в 1988, а вместе со своей командой, побеждавшей на чемпионате мира в 1976 — в 1994.

## Достижения
- Чемпионат мира по кёрлингу среди мужчин: золото (1976), бронза (1966, 1967).
- Чемпионат США по кёрлингу среди мужчин: золото (1966, 1967, 1976, 1977, 1984).

## Команды
| Сезон   | Четвёртый    | Третий                               | Второй         | Первый        | Запасной     | Турниры                       |
| ------- | ------------ | ------------------------------------ | -------------- | ------------- | ------------ | ----------------------------- |
| 1964—65 | Брюс Робертс | Jay Thorseth                         | Sibley Stewart | Roy Wallace   |              | ЧСША 1965 (??? место)         |
| 1965—66 | Брюс Робертс | Джо Збачник                          | Джерри Тутан   | Майк О’Лири   |              | ЧСША 1966 · ЧМ 1966           |
| 1966—67 | Брюс Робертс | Том Фицпатрик                        | Джон Райт      | Даг Уокер     |              | ЧСША 1967 · ЧМ 1967           |
| 1974—75 | Брюс Робертс | Джо Робертс                          | Гэри Клеффман  | Джерри Скотт  |              | ЧСША 1975 (??? место)         |
| 1975—76 | Брюс Робертс | Джо Робертс                          | Гэри Клеффман  | Джерри Скотт  |              | ЧСША 1976 · ЧМ 1976           |
| 1976—77 | Брюс Робертс | Пол Пустовар (ЧСША) Джо Робертс (ЧМ) | Гэри Клеффман  | Джерри Скотт  |              | ЧСША 1977 · ЧМ 1977 (4 место) |
| 1977—78 | Брюс Робертс | Джо Робертс                          | Гэри Клеффман  | Джерри Скотт  |              | ЧСША 1978 (??? место)         |
| 1982—83 | Скотт Бэрд   | Брюс Робертс                         | Гэри Клеффман  | Марк Халупцок | Craig Polski | ЧСША 1983 (5 место)           |
| 1983—84 | Джо Робертс  | Брюс Робертс                         | Гэри Клеффман  | Джерри Скотт  |              | ЧСША 1984 · ЧМ 1984 (6 место) |

(скипы выделены полужирным шрифтом)

## Частная жизнь
Его младший брат Джо Робертс — тоже кёрлингист, играл в команде вместе с Брюсом, они вместе выиграли чемпионат мира и два чемпионата США.